# Marco Antônio Garcia Alves
Marco Antônio Garcia Alves, conhecido como Marco Antônio, (Barra do Piraí, 26 de dezembro de 1940) é um ex-futebolista brasileiro que atuava como meia.
Iniciando a carreira no America em 1959, conquistou o campeonato carioca no ano seguinte. Marco Antônio passou pelo América Futebol Clube e chegou no São Paulo em 1963, mesmo ano em que foi convocado para Seleção Brasileira e disputou o Campeonato Sul-Americano, marcando dois gols na competição. Jogou ainda pelo Cruzeiro, onde foi campeão brasileiro em 1966. No final da carreira atuou no Goiânia, onde ganhou o Campeonato Goiano de 1974, o último vencido pelo clube até hoje. Atualmente trabalha nas categorias de base do Cruzeiro.

## Títulos
America
- Campeonato Carioca: 1960

Cruzeiro
- Campeonato Mineiro: 1965, 1966, 1967 e 1968
- Campeonato Brasileiro: 1966

Goiânia
- Campeonato Goiano: 1974